# Driessen (merk)

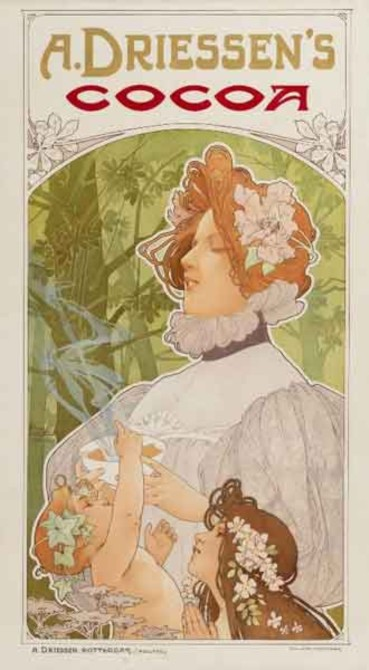
Affiche A. Driessen
van Henri Privat-Livemont

A. Driessen was een voormalige Nederlandse producent van cacao en chocolade-artikelen en is een Nederlandse merknaam van chocolade. De fabriek van A. Driessen was sedert 1820 gevestigd in Rotterdam.
De grondstof cacao kwam uit de toenmalige kolonie Suriname. 
In 1854 werd de Driessen Cacao en Chocolaadfabriek in de Rotterdamse wijk Rubroek in gebruik genomen. In 1870 werd een nieuwe fabriek op de Rechter Rottekade in gebruik genomen.
In 1871 kreeg het bedrijf het predicaat hofleverancier. In 1893 en 1900 werd de fabriek uitgebreid en rond 1900 behoorde Driessen tot de belangrijkste chocoladebedrijven in Nederland. Als gevolg van een crisis op de cacaomarkt in 1907 stegen de grondstofprijzen fors. Eind 1919 waren hier ruim 600 personen werkzaam. De beurskrach van 1929 en de daaropvolgende Grote Depressie deden de onderneming de das om. In 1935 nam de Bredase chocoladefabriek Kwatta Driessen over. Het bedrijf wordt stilgelegd en de productie overgebracht naar de in 1921 geopende productiefaciliteit in Princenhage. Na meer dan een eeuw kwam er een einde aan het typisch Rotterdamse bedrijf.            

## Literatuur

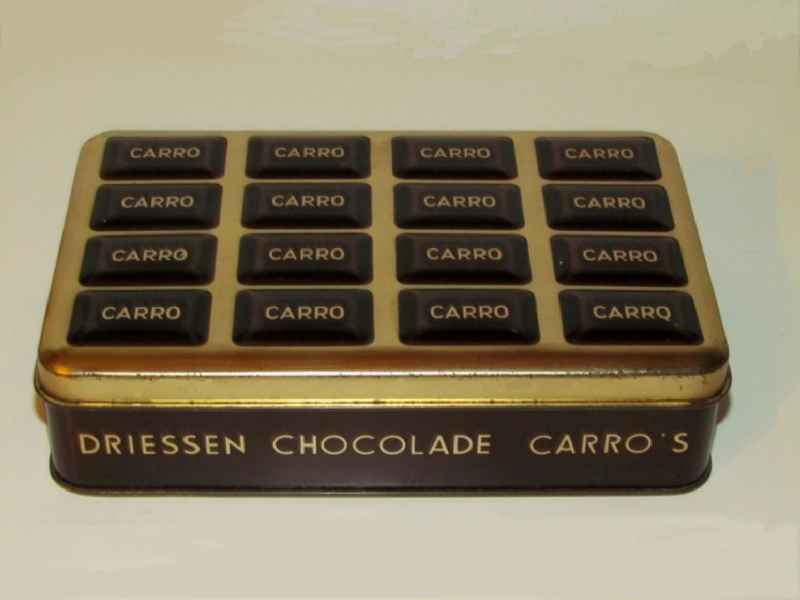
A. Driessen's Chocolade
blik uit ca. 1930